# Agneta Pleijel
Agneta Christina Pleijel Bielawska (Stoccolma, 26 febbraio 1940) è una scrittrice, poetessa e drammaturga svedese.

## Biografia
Agneta Pleijel è nata a Stoccolma il 26 febbraio 1940.
Laureata al'Università di Göteborg nel 1971, è attiva nel giornalismo dagli anni sessanta ed è stata editorialista della rivista Ord och Bild dal '72 al '75 e ha curato le pagine culturali del quotidiano Aftonbladet dal '75 al '79.
Nel corso della sua lunga e prolifica carriera iniziata nel 1969 con il dramma Ordning härskar i Berlin, ha scritto romanzi, raccolte poetiche, autobiografie e testi teatrali ottenendo numerosi riconoscimenti quali lo Svenska Akademiens nordiska pris alla carriera nel 2018.

## Opere principali

### Romanzi
- Vindspejare (1987)
- Hundstjärnan (1989)
- Fungi (1993)
- Un amore a Stoccolma (En vinter i Stockholm, 1997), Milano, La tartaruga, 1999 traduzione di Carmen Giorgetti Cima ISBN 88-7738-305-4.
- Lord Nevermore (2000)
- Drottningens chirurg (2006)
- Kungens komediant (2007)
- Syster och bror (2009)

### Poesia
- Änglar, Dvärgar (1981)
- Ögon ur en dröm (1984)
- Mostrarna och andra dikter (2004)

### Teatro
- Ordning härskar i Berlin con Ronny Ambjörnsson (1969)
- Kollontaj (1979)
- Sommarkvällar på jorden (1983)
- Standard Selection (2000)
- Vid floden (2003)

## Filmografia parziale
- A Hill on the Dark Side of the Moon (Berget på månens baksida) (1983) regia di Lennart Hjulström (soggetto)

## Alcuni riconoscimenti
- Premio Dobloug: 1991
- Moa Award: 2015
- Svenska Akademiens nordiska pris: 2018